# Policeware
Policeware — программное обеспечение для полиции, предназначенное для негласного наблюдения обсуждений и взаимодействий граждан. В США Carnivore (программное обеспечение) стало первым воплощением тайно установленного ПО для мониторинга электронный почты, установленного в интернет-провайдерских сетях для фиксации компьютерной связи, в том числе передач по электронной почте. Magic Lantern, другое подобное ПО, запускало в целевой компьютер троян, выполняющий кейлогерские функции. ПО Oasis, разработанное ЦРУ, предназначено для конвертирования прослушанного аудио-потока в текст, который можно найти. ПО CIPAV, разработанное ФБР, является шпионским/троянским ПО, предназначенным для идентификации компьютера.
CBDTPA — законопроект, предложенный под названием SSSCA сенатором США Фрицем Холлинсом в 2002 году, и отклонённый. Если бы CBDTPA стал законом, он бы запретил технологии, которые читают информацию в электронном виде (музыка, видео и электронные книги) без использования DRM, защищающих её от не разрешённого правообладателем использования.